# Rachel Smith

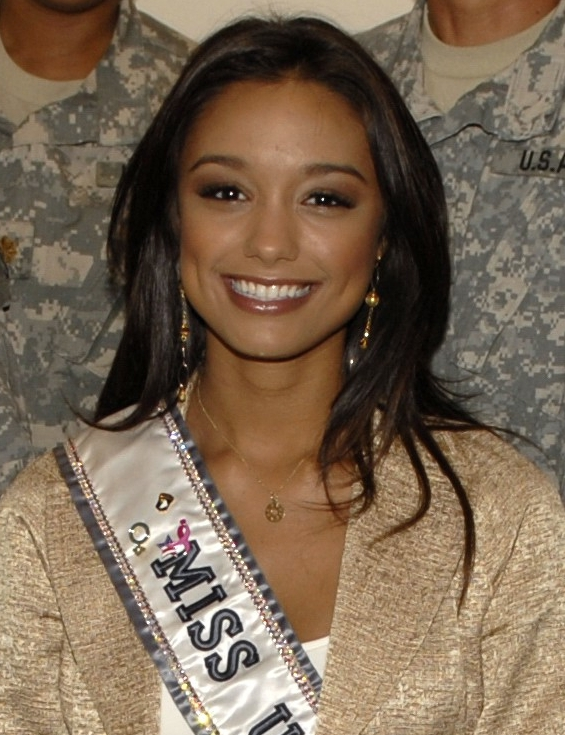
Rachel Smith

Rachel Renee Smith (* 18. April 1985 in Panama) ist eine US-amerikanische Schönheitskönigin.
Die brünette Smith wurde am 23. März 2007 im Kodak Theatre in Los Angeles zur Miss USA 2007 gewählt und setzte sich gegen 50 Konkurrentinnen durch. Sie löste die mit Skandalen behaftete Vorgängerin Tara Conner ab.
Rachel Smith wuchs in Clarksville, Tennessee auf und studierte an der Belmont University in Nashville, wo sie 2006 einen Abschluss im Fach Journalismus erreichte. Anschließend absolvierte sie ein Praktikum in der Produktionsfirma der Talkmasterin Oprah Winfrey. Daneben engagiert sie sich ehrenamtlich in ihrer Heimat Tennessee in mehreren Vereinen. Einen Monat lang kümmerte sie sich um benachteiligte schwarze Schulkinder in Südafrika.